# Direction centrale du renseignement intérieur
La Direction générale de la Sécurité intérieure, comunemente conosciuta anche con la sigla DGSI, è il servizio informazioni all'interno della Francia.
Dipende dal Ministero dell'interno francese ed è una delle branche in cui è organizzata la Direzione generale della polizia nazionale. È inoltre membro della Communauté française de renseignement.
La DCRI è stata creata il 1º luglio 2008 dalla fusione della Direction de la surveillance du territoire (DST), costituita nel 1907, e della Direction centrale des renseignements généraux (RG), costituita nel 1944.

## Organizzazione
La DCRI è organizzata in una direzione generale e otto dipartimenti che sono:
- protezione economica (Gilles Gray),
- terrorismo (Michel Guerin),
- informazioni tecnologiche (Michel Pages),
- pericoli sovversivi violenti (Françoise Bilancini),
- amministrazione Generale (Thierry Matta),
- supporto (Jean-François Lelievre),
- controspionaggio (Jean Petronille),
- affari Internazionali (Eric Toucas).

## Funzioni
Le funzioni del DCRI sono:
- controspionaggio;
- contro-terrorismo;
- lotta al cybercrime e sorveglianza delle comunicazioni;
- sorveglianza dei movimenti, dei gruppi potenzialmente pericolosi, delle organizzazioni sovversive e fenomeni sociali;
- lotta alla proliferazione delle armi nucleari, batteriologiche, chimiche e balistiche;
- intelligence economica;
- sorveglianza delle imprese francesi private e pubbliche.